# Innenministerium der UdSSR

Emblem des Volkskommissariats für innere Angelegenheiten (NKWD)

Das Innenministerium der UdSSR (MWD) ist aus dem Volkskommissariat für innere Angelegenheiten (NKWD) der RSFSR hervorgegangen. In dessen Geschichte wurden von ihm sowohl die klassischen Aufgaben eines Ministeriums des Inneren als auch zeitweise die einer politischen Geheimpolizei und eines Geheimdienstes wahrgenommen. Ab 1934 unterstand dem NKWD und ab 1946 dem MWD die Hauptverwaltung Lager (Gulag). Nach der Auflösung der UdSSR 1991 wurde das Innenministerium der Russischen Föderation neben den Innenministerien der Nachfolgestaaten der UdSSR – den ehemaligen Unionsrepubliken – Rechtsnachfolger des MWD der Sowjetunion.
Als Bezeichnung für das Volkskommissariat für innere Angelegenheiten setzte sich die Abkürzung NKWD für Narodny kommissariat wnutrennich del (russisch НКВД, Народный комиссариат внутренних дел, Anhörenⓘ) durch, die von 1934 bis 1946 gebräuchlich war. Das NKWD wurde 1934 als sowjetisches Unionsministerium gegründet, dem als wichtigstes Ressort die damalige Geheimpolizei der Sowjetunion OGPU eingegliedert wurde.
Nach der kurzzeitigen (1941) und erneuten (1943) Herauslösung der politischen Geheimpolizei als NKGB wurde dieses 1946 mit der 1943 gegründeten Spionageabwehrorganisation SMERSch (für: „Tod den Spionen“) zum Ministerium für Staatssicherheit (MGB) zusammengefasst, aus dem 1954 das KGB hervorging. Das NKWD wurde 1946 in das MWD (Abkürzung für Ministerstwo wnutrennich del „Ministerium für innere Angelegenheiten“; russisch Министерство внутренних дел) umgewandelt. Die Bezeichnung Volkskommissar wurde durch Minister ersetzt.

## Entwicklung und Aufgaben

### Zur Zarenzeit
Bereits Zar Alexander I. hatte 1802 ein Ministerium für innere Angelegenheiten geschaffen, das für die Polizei, die im Inland tätigen Wachmannschaften und für die Aufsicht über die Regierungsbehörden verantwortlich, mithin eine der einflussreichsten Institutionen des Zarenreichs, war. Zudem fielen die Verwaltung des Gefängniswesens, die Brandbekämpfung, das staatliche Postwesen, die Verwaltung des staatlichen Besitzes, das Bauwesen, die Unterhaltung der Straßen, das Medizinalwesen, der Klerus, die Verfügung über die natürlichen Ressourcen und die den Adel betreffenden Fragen in seine Zuständigkeit. Viele dieser Aufgaben wurden um die Mitte des 19. Jahrhunderts zunehmend von eigenständigen Behörden wahrgenommen, sodass hauptsächlich die Fragen der inneren Sicherheit in den Mittelpunkt rückten, die mit dem Anwachsen anarchistischer und sozialistischer Bewegungen auch dringender wurden. Geheimdienstliche Aufgaben wurden seit der Ära des Zaren Alexander III. von 1881 bis 1917 von der Ochrana wahrgenommen, die dem MWD unterstellt war; daneben wurde auch eine eigene Abteilung zur Spionageabwehr eingerichtet.

### Nach der Oktoberrevolution

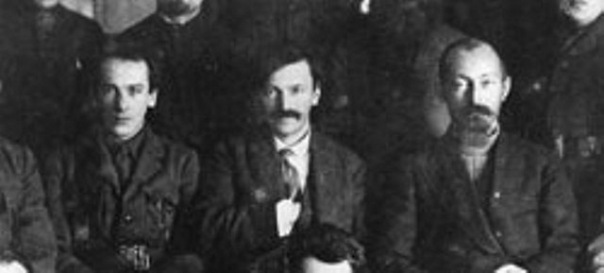
Die ersten Leiter der Sicherheitsorgane Genrich Jagoda, Wjatscheslaw Menschinski und Feliks Dzierżyński, (von links nach rechts; 1924)

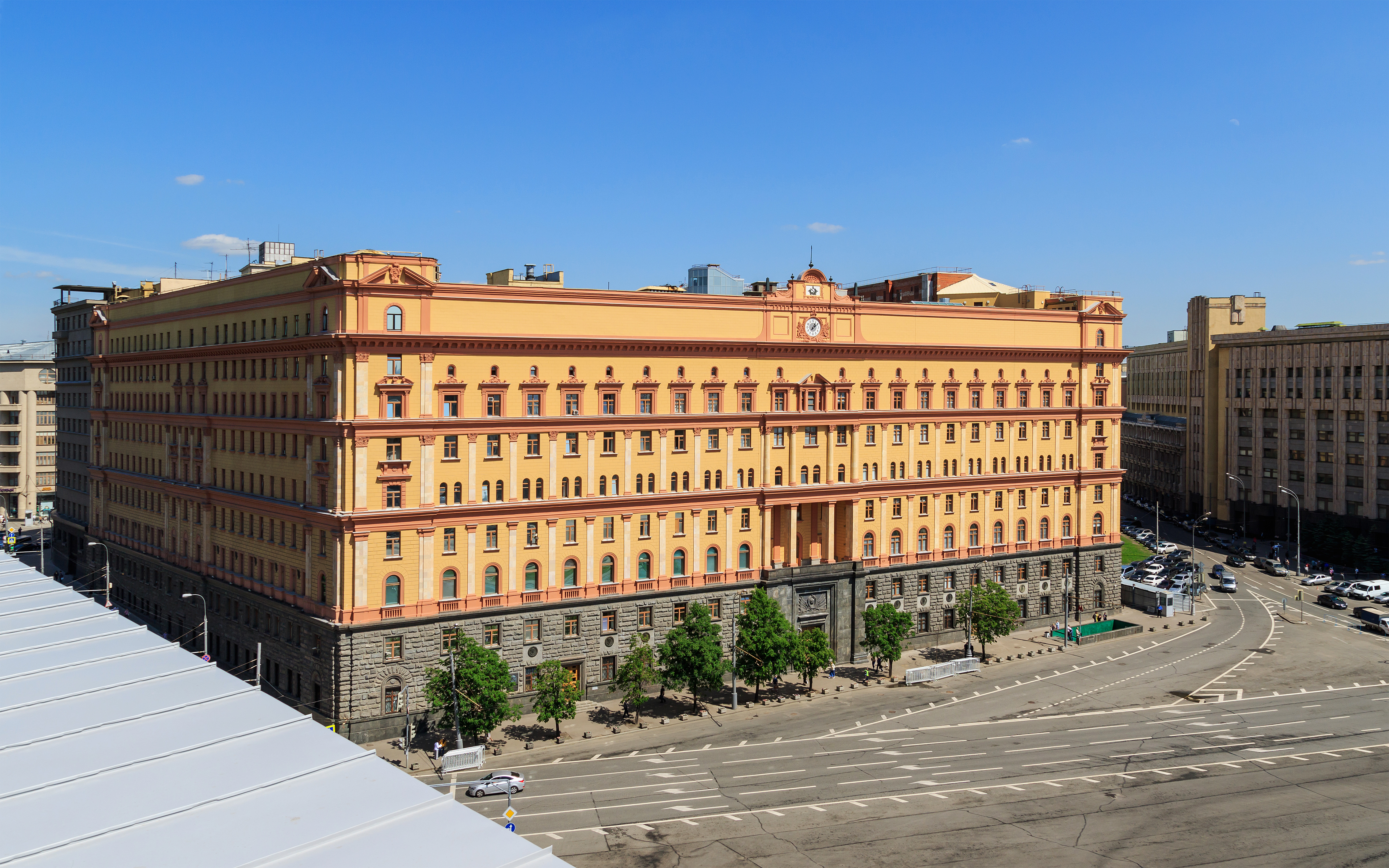
Ehemalige Zentrale von NKWD und KGB in der Moskauer Lubjanka, heute Hauptquartier des FSB (2015)

Die in der Oktoberrevolution siegreichen Bolschewiki gingen bald daran, selbst eine entsprechende Verwaltungsstruktur zur Wahrung der inneren Sicherheit aufzubauen. Die Aufgaben des zaristischen MWD übernahm das Volkskommissariat für innere Angelegenheiten (NKWD) der Russischen Sozialistischen Föderativen Sowjetrepublik, das damit faktisch eine Fortsetzung des alten zaristischen MWD unter neuer Führung war.
Am 20. Dezember 1917 wurde auf Beschluss der Partei unter der Leitung von Felix Dzierżyński daneben der sowjetrussische Staatssicherheitsdienst mit der Bezeichnung WTSCHK (russisch ВЧК, Aussprache We-TSCHe-Ka, steht für Wserossijskaja Tschreswytschajnaja Komissija, „All-Russische Außerordentliche Kommission“) gegründet. Der erste Buchstabe (W für „allrussisch“) wird häufig weggelassen, so wird die Bezeichnung zu TSCHK (russisch ЧК, Aussprache TSCHe-Ka). Die TSCHeKa, welche die Bolschewiki als „den bewaffneten Arm der Diktatur des Proletariats“ bezeichneten, wurde hauptsächlich zur Bekämpfung der Opposition, der Konterrevolution und von ausländischen Geheimdienstaktivitäten eingesetzt. 1922 wurde aus der Tscheka die GPU des NKWD (RSFSR), umgebildet 1923 in eine All-Unions-GPU (OGPU) unter dem Rat der Volkskommissare. 1934 ging die OGPU als GUGB im aus dem NKWD der RSFSR neugebildeten All-Unions-NKWD auf. Der geheimpolizeiliche Apparat der Sowjetunion wurde auch in der Folgezeit mehrmals umbenannt (1941 in NKGB, später MGB, KGB).
Im Laufe der Jahre machte der Polizeiapparat der Sowjetunion mehrere Teilungen und Fusionen durch. Zeitweise unterstanden dem NKWD auch die sowjetische Miliz und die Sicherheitsdienste mit der Geheimpolizei der UdSSR.
Im März 1946 wurden alle Volkskommissariate in Ministerien umbenannt, das NKWD erhielt die alte Bezeichnung MWD zurück. Auch die RSFSR erhielt wieder ein eigenes MWD. Umbenannt wurde auch das dem NKWD unterstellte Volkskommissariat für Staatssicherheit (NKGB), das nunmehr Ministerium für Staatssicherheit (Ministerstwo gossudarstwennoj besopasnosti, MGB) hieß und ab 1954 als KGB firmierte.
Der schon seit der Revolutionszeit existierende, aber weithin unbekannte Geheimdienst der Streitkräfte war die GRU (Glawnoje Raswedywatelnoje Uprawlenije, Hauptaufklärungsverwaltung).

### Nach Stalins Tod

Emblem des Ministeriums für innere Angelegenheiten (MWD)

Lawrenti Beria ordnete unmittelbar nach Josef Stalins Tod im März 1953 die Verschmelzung von MWD und MGB an, um an der Spitze der so geschaffenen Organisation eine möglichst umfassende Macht im Erbfolgekampf gegen Regierungschef Georgi Malenkow und Parteichef Nikita Chruschtschow zu erlangen. Wenig später, im Juni 1953, wurde Beria allerdings auf Betreiben Chruschtschows gestürzt, das „Superministerium“ wurde wieder aufgeteilt, wobei dem MWD die Polizeifunktionen und dem jetzt KGB genannten vormaligen MGB als Staatssicherheitsdienst die Aufgaben einer Geheimpolizei zugeordnet wurden.
1960 ordnete Chruschtschow im Rahmen einer Verwaltungsreform, die gegen eine allzu starke zentrale Bürokratisierung gerichtet war, aber die Kompetenzen der Einzelrepubliken stärken sollte, die Auflösung des MWD der UdSSR an. In der russischen Unionsrepublik übernahm diese Aufgaben ab 1962 das so genannte Ministerium zur Sicherung der öffentlichen Ordnung.
Leonid Breschnew machte auch diese Aktion wieder rückgängig und schuf im Juli 1966 wieder ein gesamtsowjetisches Innenministerium, das Allunionsministerium zur Sicherung der öffentlichen Ordnung, dem Nikolai Schtschjolokow vorstand und das 1968 den alten Namen MWD wiedererlangte. Zu den Aufgaben des MWD gehörte auch der Kampf gegen Wirtschaftskriminalität, wozu in sowjetischer Zeit jede Form eigenständigen Unternehmertums zählte. Allerdings galten weite Teile der MWD-Führung selbst als korrupt bzw. von Schattenwirtschaft und kriminellen Banden beeinflusst. Die Mitte der 1980er Jahre einsetzende Perestroika- und Glasnost-Politik Gorbatschows sollte auch in diesem Bereich für mehr Transparenz und Reformen sorgen.

### Das russische MWD heute
Nachdem Breschnew das MWD der russischen Unionsrepublik zwischenzeitlich aufgelöst hatte, wurde es 1990 wieder errichtet. Nach der Auflösung der UdSSR wurde es, neben den Innenministerien der übrigen Nachfolgestaaten der UdSSR, Rechtsnachfolger des Unions-MWD.
Heute ist das MWD zuständig für die Miliz (russisch Милиция Milizija; seit 1. März 2011 umbenannt in Polizija (полиция); also die regulären Polizeikräfte), für die Aufsicht über die Staatsstraßen sowie für die rund 20.000 Mann der Polizei-Spezialeinheit OMON (ОМОН), die für Notfälle, innere Konflikte und den Schutz des Nukleararsenals zuständig sind.
Der russische Inlandsgeheimdienst ist heute der FSB (Federalnaja Sluschba Besopasnosti), der aus dem KGB hervorging. Der Geheimdienst in Belarus trägt weiterhin die Bezeichnung KGB.

## Staatssicherheitsdienste
Neben dem Innenministerium beziehungsweise zeitweise innerhalb dessen bestand seit 1917 auch ein Staatssicherheitsdienst (Staatspolizei, Geheimdienst), der oft umbenannt wurde:
- 1917: WTSCHK (We-TSCHe-Ka) (Wserossijskaja tschreswytschainaja komissija po borbe s kontrrewoljuziej, spekuljaziej i sabotaschem, Außerordentliche Allrussische Kommission zur Bekämpfung von Konterrevolution, Spekulation und Sabotage)
- 1922: GPU (Gossudarstwennoje polititscheskoje uprawlenije, Staatliche politische Verwaltung; innerhalb des NKWD der RSFSR)
- 1923: OGPU (Objedinjonnoje Gossudarstwennoje Polititscheskoje Uprawlenije, Vereinigte staatliche politische Verwaltung)
- 1934: GUGB (Hauptverwaltung für Staatssicherheit innerhalb des NKWD)
- 1941: NKGB (Volkskommissariat für Staatssicherheit)
- 1946: MGB (Ministerium für Staatssicherheit)
- 1954: KGB (Komitee für Staatssicherheit, am 6. November 1991 aufgelöst)
- 1991: MB in Russland (Ministeriums für Sicherheit)
- 1993: FSK in Russland (ФСК, Föderaler Dienst für Gegenaufklärung)
- 1995: FSB in Russland (Föderaler Sicherheitsdienst)

## Staatsterror durch das Innenministerium (NKWD)

### „Säuberungen“, Zwangsumsiedlungen und Gulag
Ohne Prozess oder in Prozessen ohne rechtsstaatliche Grundlage wurden oft Menschen zu jahre- oder lebenslangem Arbeitslager (Gulag) oder zum Tode verurteilt (Butowo, Butyrka, Kurapaty, Kolyma). Auch die Mehrzahl der ehemaligen Leiter des NKWD bis in die frühen 1950er Jahre waren später in Ungnade gefallen und erschossen worden.
Auf das Konto von Innenbehörde und Staatssicherheitdiensten gehen massenhafte und meist auch nach sowjetischem Recht jeder Grundlage entbehrende Akte von Staatsterror:
- Die Zwangsumsiedlung und Ermordung vieler Volksgruppen: So wurden unter anderem 1941 nach dem Beginn des Deutsch-Sowjetischen Krieges die Wolgadeutschen nach Sibirien und Kasachstan deportiert (aus dem Verdacht heraus, der Sowjetunion illoyal zu sein). Von 1944 bis 1945 wurden um 500.000 Tschetschenen und Inguschen, drei- bis vierhunderttausend Balkaren, Kalmücken und Karatschaier und 160.000 Krimtataren verschleppt. Von den über 1,5 Millionen Zwangsdeportierten verloren nach NKWD-Berichten allein hierbei bis zu 500.000 ihr Leben (sie wurden wie die Wolgadeutschen der Illoyalität bezichtigt). Insgesamt wurden 7,5 Millionen Menschen deportiert, davon starben 1,7 Millionen.
- Die Erschießungen vieler tatsächlicher oder vermeintlicher Regimekritiker im Rahmen des sogenannten Großen Terrors oder auch der Stalinschen Säuberungen (1936 bis 1939): 1,5 Millionen wurden exekutiert, 5 Millionen starben im Gulag.
- Die Ermordung von 26.500 kriegsgefangenen polnischen Soldaten und Offizieren, unter anderem im Massaker von Katyn (1940).
- Rund eine Million deutsche Kriegsgefangene und Zivilisten verloren durch die Deportation ihr Leben.

### NKWD-Befehle
Einige bekannte Befehle des NKWD im Rahmen der Massenoperationen des Großen Terrors nach der Reihenfolge ihres Erlasses:
- NKWD-Befehl Nr. 00439 = Deutsche Operation des NKWD
- NKWD-Befehl Nr. 00447 = sogenannte „Kulakenoperation“
- NKWD-Befehl Nr. 00485 = Polnische Operation des NKWD
- NKWD-Befehl Nr. 49990 = Lettische Operation des NKWD

### Kriegsgefangenenlager und Arbeitslager
In die Zuständigkeit des NKWD bzw. MWD gehörten während und nach dem Zweiten Weltkrieg auch die Kriegsgefangenenlager. Dafür war im NKWD die Hauptverwaltung für Angelegenheiten der Kriegsgefangenen und Internierten (kurz GUPWI) eingerichtet. Die Innenbehörde bestimmte über Standorte und Einrichtung der Lager, über Behandlung und Einsatz der Kriegsgefangenen und entschieden auch über deren Repatriierung. Die über alle Kriegsgefangenen angelegten, jetzt zugänglichen Personalakten – Utschetnoe Djelo / russ. Учётное Дело – befinden sich in Verwahrung des Föderalen Archivdienstes Russlands – Reichsstiftung – Russisches Reichskriegsarchiv (RGWA), Moskau. Bei den Kriegsgefangenen gesammeltes geheimdienstliches Material wird offensichtlich andernorts verwahrt und ist (noch) nicht zugänglich.
Nach dem Ende des Zweiten Weltkriegs unterstanden dem NKWD auch die Speziallager in der Sowjetischen Besatzungszone.

## Die Innenminister (vor dem 16. März 1946 Volkskommissare) und die Chefs der Sicherheitsorgane
- 1. Alexei Rykow (1917–1918), 1938 erschossen
  - Felix Dzierżyński (1917–1920), Staatssicherheit (TSCHeKa)
- 2. Felix Dzierżyński (1920–1923), Inneres und Staatssicherheit (TSCHeKa, GPU), danach bis 1926 nur Staatssicherheit
- 3. Alexander Beloborodow (1923–1927), 1938 erschossen
- 4. Wjatscheslaw Menschinski (1927–1934), Inneres und Staatssicherheit (OGPU)
- 5. Genrich Jagoda (1934–1936), Inneres und Staatssicherheit (NKWD) 1938 erschossen
  - Nikolai Jeschow (1936–1938), nur Staatssicherheit (NKWD), 1940 erschossen
- 6. Filaretow (1936–1938) nur Inneres
- 7. Lawrenti Beria, 1. Mal (1938–1941), Inneres und Staatssicherheit (NKWD), 1953 erschossen
  - Wsewolod Merkulow (1938–1941), nur Staatssicherheit (NKGB), 1953 erschossen
- 8. Lawrenti Beria, 2. Mal (1941–1946, Inneres und Staatssicherheit (NKWD, NKGB))
- 9. Sergei Kruglow (1946–1953) nur Inneres;
  - Wiktor Abakumow (1946–1951), nur Staatssicherheit (MGB), 1954 erschossen
  - Semjon Ignatjew (1951–1953), nur Staatssicherheit (MGB)
- 10. Lawrenti Beria, 3. Mal (1953), Inneres und Staatssicherheit (MGB)
- 11. Sergei Kruglow, 2. Mal (1953–1956) nur Inneres;
  - Iwan Serow (1954–1958) nur Staatssicherheit (KGB)
- 12. Nikolai Dudorow (1956–1960), nur Inneres
  - Alexander Schelepin (1958–1962), nur Staatssicherheit (KGB)
  - Wladimir Semitschastny (1962–1967), nur Staatssicherheit (KGB)

Von 1960 bis 1968 gab es Innenminister nur bei den Unionsrepubliken
- 13. Nikolai Schtscholokow (1968–1982);
  - Juri Andropow (1967–1982), nur Staatssicherheit (KGB)
- 14. Witali Fedortschuk (1982–1986); 1982 kurzzeitig auch Staatssicherheit
  - Wiktor Tschebrikow (1982–1988), nur Staatssicherheit (KGB)
- 15. Alexander Wlassow (1986–1988), nur Inneres
- 16. Wadim Wiktorowitsch Bakatin (1988–1990), nur Inneres
  - Wladimir Krjutschkow (1988–1991), nur Staatssicherheit (KGB)
- 17. Boris Pugo (1990–August 1991), nur Inneres
- 18. Wiktor Barannikow (August–Dezember 1991), nur Inneres
  - Wadim Bakatin (August–Dezember 1991) nur Staatssicherheit (KGB)

Die beiden Aufgaben Inneres und Staatssicherheit wurden zeitweise von einem Leiter geführt:
- 1920 bis 1923 von Felix Dzierżyński
- 1928 bis 1934 von Wjatscheslaw Menschinski
- 1934 bis 1936 von Genrich Jagoda
- 1936 bis 1938 von Nikolai Jeschow
- 1938 bis 1941 von Lawrenti Beria
- März – Juni 1953 von Lawrenti Beria